# Colletes formosus
Colletes formosus är en biart som beskrevs av Pérez 1895. Colletes formosus ingår i släktet sidenbin, och familjen korttungebin. Inga underarter finns listade i Catalogue of Life.